# Nile Rodgers
Nile Gregory Rodgers Jr. (Nueva York; 19 de septiembre de 1952) es un músico, compositor y productor discográfico estadounidense. Cofundador de Chic, ha escrito, producido y actuado en grabaciones que han vendido más de 500 millones de álbumes y 75 millones de sencillos en todo el mundo.

## Biografía
Nile Rodgers comenzó su carrera como músico de estudio y tocando en la banda del famoso Apollo Theater de Nueva York para artistas como Aretha Franklin, Ben E. King, Nancy Wilson y Parliament Funkadelic.
En 1970 conoció al bajista Bernard Edwards y formaron una banda de rock llamada The Boys con la cual nunca lograron un contrato discográfico ya que las compañías les rechazaban al descubrir que eran negros; según los ejecutivos de dichas compañías, los negros no podían tocar música rock. Estas experiencias, y el activismo de la época, llevaron a Rodgers a involucrarse activamente con las Panteras Negras.

"No hay contradicción entre el compromiso político y social y la música dance. Todas las canciones de Chic tienen un fondo transgresor, vienen del movimiento negro y de las voces negras, aunque tienen un envoltorio melódico que les permite ser digeridas por cualquier tipo de público"
Nile Rodgers (Diario El País, 2006) 

En 1977 Rodgers y Edwards, junto a Tony Thompson, forman el grupo de funk Chic. Al grupo se le atribuye un carácter más Disco, ya que obtuvo muchos éxitos en la época Disco, e incluso ayudó a popularizarla con canciones como «Everybody Dance», «Le Freak» y «Good Times». Esta última marcó el inicio del Hip-hop al haber sido usada por Sugarhill Gang en el famoso tema «Rapper's Delight». Chic se disolvió en 1983 y Rodgers se dedicó a la producción musical, algo que ya conocía bien pues en 1980 ya había producido para Diana Ross los éxitos «Upside Down» y «I'm Coming Out».

"El año pasado gané tres millones de dólares en derechos de reinterpretación de mis temas. «Le Freak» generó más ganancias en samples, que en su versión original"
Nile Rodgers (Diario El País, 2006) 

Junto a Edwards produjo en 1983 el álbum de David Bowie Let's Dance y en 1984 el Like a Virgin de Madonna. Duran Duran trabajó intensamente con Rodgers quien les produjo éxitos como «The Reflex» y «The Wild Boys». También trabajó con John Taylor y Andy Taylor en el proyecto The Power Station. En 1986 produjo el álbum Notorious de Duran Duran y su amistad con ellos le ha llevado a trabajar también en su álbum de reaparición llamado Astronaut o en el último de estos Paper Gods.
En 1992 Rodgers and Edwards organizan la reunión de Chic, grabaron nuevo material, y salieron de gira con bastante éxito. En 1996 la revista Billboard le entregó el título de Mayor Productor del Mundo. Ese año participó en una serie de conciertos homenaje en Japón junto a Bernard Edwards, Sister Sledge, Steve Winwood, Simon Le Bon y Slash. Desafortunadamente su socio musical de toda la vida Bernard Edwards murió de neumonía durante dicha gira un golpe que le afectó mucho.
Los Atentados del 11 de septiembre de 2001 llevaron a Rodgers a fundar We Are Family Project. Inicialmente grabó la canción de Sister Sledge «We Are Family» con 200 celebridades y más de 100 hijos de estrellas. En julio de 2002 creó oficialmente la fundación We Are Family para promover la tolerancia y el multiculturalismo.
En abril de 2013 aparece como parte del documental The Collaborators del nuevo disco Random Access Memories del dueto Daft Punk, y aparece en el vídeo de presentación del primer sencillo de este disco, «Get lucky», presentado en el festival Coachella. Esta canción alcanzó un colosal éxito internacional y puso nuevamente de actualidad a Nile Rodgers.
En 2015 realizó una nueva versión de «I want your love», esta vez interpretada por la cantante Lady Gaga, en un vídeo promocional del diseñador Tom Ford para presentar su colección primavera-verano 2016.
En 2018 fue elegido presidente del Salón de la Fama de los Compositores.

## Discografía

### Chic
- Chic (álbum) (1977)
- C'est Chic (1978)
- Risqué (1979)
- Real People (1980)
- Take It Off (1981)
- Tongue in Chic (1982)
- Believer (1983)
- Chic-ism (1992)
- Live At The Budokan (1999)

### En Solitario
- Adventures in the Land of the Good Groove (1983)
- B-Movie Matinee (1985)
- Out Loud (1987)
- Chic Freak and More Treats, (1996)

### Como Productor
- Norma Jean, Norma Jean Wright (1978)
- We Are Family, Sister Sledge (1979)
- King Of The World, Sheila B. Devotion (1980)
- Love Somebody Today, Sister Sledge (1980)
- Diana, Diana Ross (1980)
- Koo Koo, Debbie Harry (1981)
- Let's Dance, David Bowie (1983)
- Situation X, Michael Gregory (1983)
- Invitation To Dance, Kim Carnes (1983)
- Trash It Up, Southside Johnny & The Asbury Jukes (1983)
- Original Sin, INXS (1984)
- Like a Virgin, Madonna (1984)
- The Reflex, The Wild Boys, Duran Duran (1984)
- "The power station" - The Power station (1985)
- Flash, Jeff Beck (1985)
- She's The Boss, Mick Jagger (1985)
- Here's to Future Days, Thompson Twins, (1985)
- Do You, Sheena Easton (1985)
- When The Boys Meet The Girls, Sister Sledge (1985)
- Home of the Brave, Laurie Anderson (1986)
- Notorious, Duran Duran (1986)
- Inside Story, Grace Jones (1986)
- Inside Out, Philip Bailey (1986)
- L Is For Lover, Al Jarreau (1986)
- Pressure Off , Duran Duran, 19 de junio de 2015
- "Moonlighting Theme", Al Jarreau (1987)
- Cosmic Thing, The B-52's (1989)
- Slam, Dan Reed Network (1989)
- Decade: Greatest Hits, Duran Duran (1989)
- So Happy, Eddie Murphy (1989)
- Workin' Overtime, Diana Ross (1989)
- 1990, Olé Olé (1990)
- Family Style, Vaughan Brothers (1990)
- Move To This, Cathy Dennis (1990)
- The Heat, Dan Reed Network (1991)
- "Real Cool World", David Bowie (1992)
- Good Stuff, The B-52's (1992)
- Black Tie White Noise, David Bowie (1993)
- Your Filthy Little Mouth, David Lee Roth (1994)
- Us, Taja Sevelle (1997)
- Little Wonder, David Bowie (1997)
- Samantha Cole, Samantha Cole (1997)
- Azabache, Marta Sánchez (1997)
- On And On, All-4-One (1998)
- Just Me, Tina Arena (2001)
- Dellali, Cheb Mami (2001)
- We Are Family, Nile Rodgers All Stars (We Are Family Foundation) (2001)
- Only A Woman Like You, Michael Bolton]	(2002)
- Shady Satin Drug, Soul Decision (2004)
- Astronaut, Duran Duran (2004)
- Evolution, MorissonPoe (2007)
- True, Avicii (2013)
- Random Access Memories, Daft Punk (2013)
- Fantasy (George Michael song), George Michael (2016)
- Unforgiven, Le Sserafim (2023)
- lock / unlock (with benny blanco, Nile Rodgers), J-Hope

### Banda sonora
- Soup For One (1982)
- Alphabet City (1984)
- Coming to America (1988)
- Earth Girls Are Easy (1989)
- White Hot (1989)
- Beverly Hills Cop III (1994)
- Blue Chips (1994)
- Public Enemy (1999)
- Rise of Nations (2003) Juego
- Halo 2 Soundtrack (2004) Juego
- Perfect Dark Zero (2005) Juego
- Halo 3: Original Soundtrack (2007) Juego